# Czajcze (wieś w powiecie pilskim)
Czajcze – wieś w Polsce położona w województwie wielkopolskim, w powiecie pilskim, w gminie Wysoka.
We wsi znajduje się pałac, w którym była siedziba PGR-u. Obecnie jest on własnością prywatną.
W kwietniu 2015 roku została reaktywowana Ochotnicza Straż Pożarna.
W latach 1954–1961 wieś należała i była siedzibą władz gromady Czajcze, po jej zniesieniu w gromadzie Wysoka. W latach 1975–1998 miejscowość należała administracyjnie do województwa pilskiego.